# Karlová
Karlová – wieś (obec) w północnej Słowacji, w powiecie Martin, w kraju żylińskim. Znajduje się nad Karlovskym potokiem na Kotlinie Turczańskiej. Pierwsza pisemna wzmianka o miejscowości pochodzi z roku 1272.

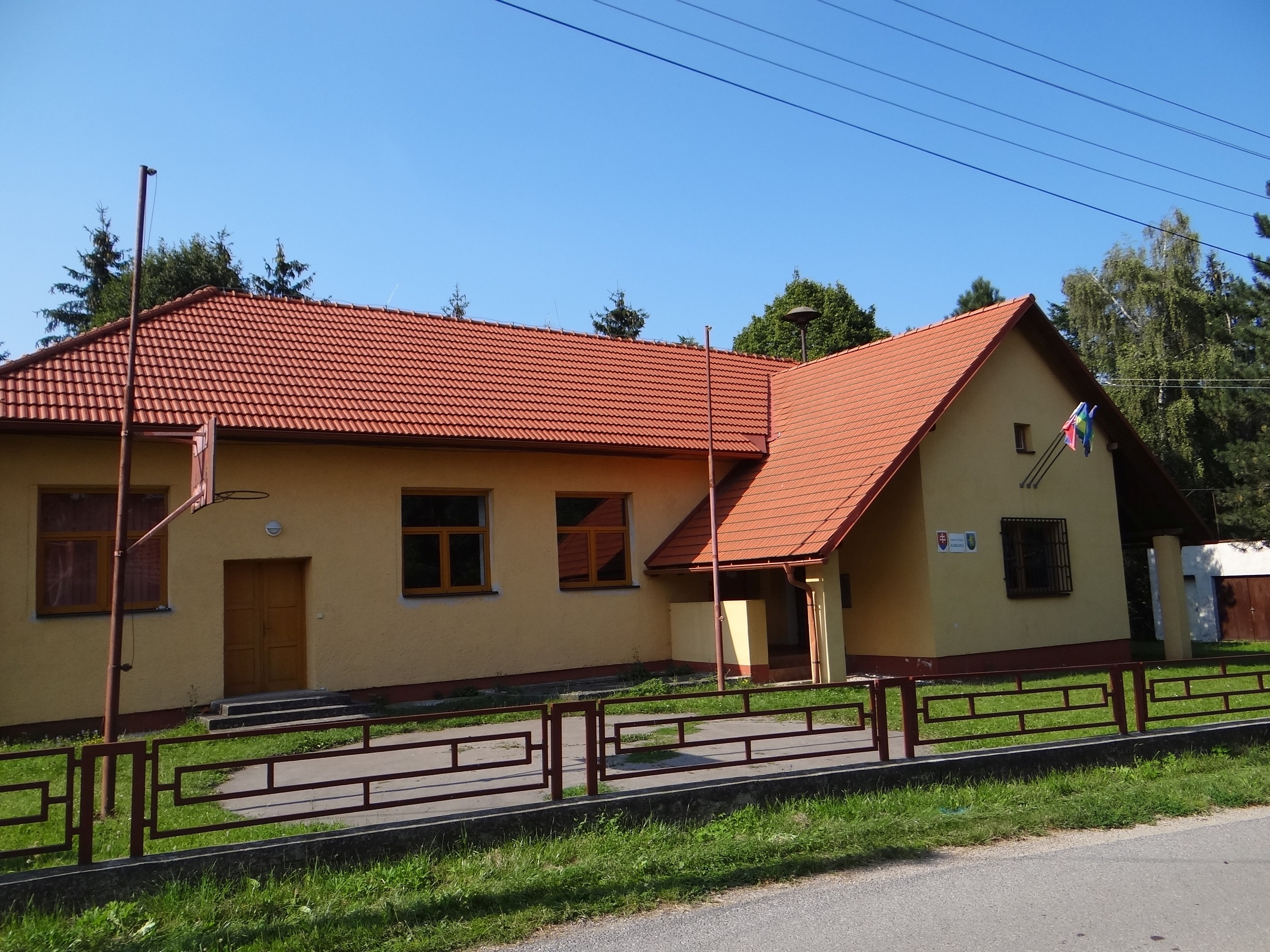
Budynek urzędu gminy